# Hendrik Beekman (brandstichter)
Hendrik Beekman (Osnabrück, 1800  - Apeldoorn, 22 juni 1855) was een Nederlandse man die in 1855 wegens brandstichting ter dood veroordeeld werd. Hij was de laatste persoon die in Gelderland in vredestijd werd geëxecuteerd. Het was de enige keer dat na de invoering van het wetboek van strafrecht in 1811 in Gelderland iemand vanwege brandstichting de doodstraf kreeg. Omdat executies in Nederland in die tijd al zeer zeldzaam waren, kreeg zijn zaak nationale aandacht.

## Misdaad
Over het leven van Beekman voordat hij zijn misdaad pleegde, is slechts bekend dat hij ongehuwd was, arbeider in een papierfabriek, alcoholverslaafd en reeds drie maal veroordeeld was voor diefstal. De herbergierster, de weduwe Blaauw (Aaltje Beekman) uit de buurtschap Eendracht, aan de grindweg van Apeldoorn naar Ugchelen/Beekbergen, was een nicht van Hendrik.
In de nacht van 25 op 26 juni 1854 stichtte hij brand in een woning in de buurtschap Eendracht bij Apeldoorn. Deze woning werd op dat moment bewoond door drie gezinnen, Ter Hoeven, Spekking en Van Amersfoort. In totaal 17 personen waarvan 10 kinderen in de leeftijd van vijf weken tot twaalf jaar. Door het gehuil van het jongste kind ontwaakten de andere bewoners, die ternauwernood aan de vlammen konden ontkomen. De brandstichter had zelf de buren gewaarschuwd. Beekman zelf liep hierbij brandwonden aan zijn voeten op. Het rietgedekte huis, met een houten zoldering, en al het huisraad brandde geheel af. Er werd direct aan opzet gedacht. Het huis was eigendom van de weduwe Blaauw en tegen brandschade verzekerd.  
Twee dagen na de brand, op 28 juni 1854 deden de rechter-commissaris, de officier van justitie en de griffier van het provinciale gerechtshof van Arnhem ter plekke onderzoek. Hendrik en zijn nicht, de weduwe Blaauw, werden gearresteerd en gevangengezet in Arnhem. De weduwe werd op 26 juli 1854 op vrije voeten gesteld.

## Rechtszaak
Op 25 januari 1855 begon voor het Provinciaal Gerechtshof in Arnhem het proces tegen Beekman. Beekman werd hierin verdedigd door de advocaat mr. A.E. Jordens. Hij bekende de brand te hebben gesticht, maar verklaarde opdracht te hebben gekregen van zijn nicht, de weduwe Blaauw die eigenaar was van de woning. Omdat hiervoor geen bewijs werd gevonden, werd weduwe Blaauw bij vonnis van 13 januari 1855 ontslagen van alle rechtsvervolging.
Het Openbaar Ministerie eiste de doodstraf. In die tijd stond op brandstichting nog de doodstraf, zelfs als daarbij geen slachtoffers waren gevallen. Dit was nog een restant van de Franse wetgeving, de Code Penal die op dat moment nog in Nederland gold ondanks dat de Franse overheersing al bijna 50 jaar voorbij was. Pas in 1886 kreeg Nederland een eigen Wetboek van Strafrecht.
Op 1 februari 1855 deed het Gerechtshof uitspraak. De rechtbank rekende het Beekman zwaar aan dat "te voorzien was, dat eenig menschenleven door de brandstichting in gevaar kon worden gebracht", en veroordeelde Beekman tot de dood door ophanging. Volgens aanwezigen was Beekman tijdens het proces zeer onverschillig en toonde hij geen berouw, maar was hij bij het uitspreken van het vonnis aangedaan al spreken anderen dat zelfs de 'gepaste en gevoelige toespraak' die de voorzitter van het Gerechtshof, Mr. W.L.F.C. Ridder van Rappard, tot de veroordeelde richtte bij Beekman weinig indruk maakte.

## Executie
Op 20 juni 1855 wees de Koning het gratieverzoek van Hendrik Beekman af. In vergelijkbare strafzaken waren eerdere gratieverzoeken wel verleend, en was de straf omgezet in levenslang, soms met toevoeging van brandmerking of tepronkstelling. Op donderdagavond 21 juni kreeg Beekman te horen dat hij de volgende dag, vrijdag 22 juni 1855 om 12 uur 's middags zou worden opgehangen.
De voltrekking van de doodstraf moest volgens het hof plaatsvinden in Apeldoorn, het dorp waar de misdaad was gepleegd. Het was in Apeldoorn de eerste en ook enige keer dat een doodvonnis werd voltrokken sinds het ontstaan van het Koninkrijk der Nederlanden. Het schavot en de scherprechter moesten daarom speciaal uit Amsterdam overkomen. De beulsknechten kwamen over uit Den Bosch en Den Haag. Voor het toezicht voor het opstellen van het schavot had men een opzichter van Rijksgebouwendienst laten komen. De executie vond plaats op de gewijde dodenakker rond de dorpskerk, het latere Raadhuisplein. 
Op de vroege ochtend van vrijdag 22 juni werd Beekman in een rijtuig onder escorte van een detachement infanterie overgebracht van Arnhem naar Apeldoorn. Hij was vergezeld van een godsdienstonderwijzer en vier gerechtsdienaren. Hij kwam rond 9 uur in de ochtend aan. Even later arriveerde de commissie van het provinciaal gerechtshof uit Arnhem die bij de executie aanwezig moest zijn. De commissie bestond uit twee raadsheren, de advocaat-generaal en de substituut-griffier. 
De laatste uren van zijn leven bracht hij door met ds. A. Roelofs, predikant van de hervormde gemeente, de advocaat-generaal en enkele familieleden. Tijdens dit samenzijn betoonde Hendrik zich een berouwvol zondaar.
Kort voor twaalf uur nam de hofcommissie plaats op de tribune die voor het gemeentehuis tegenover het schavot opgebouwd was en behangen was met zwart laken. Direct nadat de commissie plaats had genomen beklom Beekman het schavot. Nadat het vonnis voorgelezen was voltrokken de beul en zijn helpers het doodvonnis. Volgens getuigen was Beekman gelaten en berouwvol, en werkte hij volledig mee. Nadat het lichaam twee uur aan de galg had gehangen, werd het verwijderd en begraven op de algemene begraafplaats van Apeldoorn, de plek waar later schouwburg Orpheus gebouwd zou worden.

## Na zijn executie
Van zijn executie werd in 1855 een vluchtschrift, een klein losbladig boekje (8 pagina’s, waaronder enkele 'toepasselijke verzen') uitgegeven door P. de Lange in Deventer, Voltrekking van de Straffe des Doods aan H. Beekman te Apeldoorn op vrijdag 22 juni 1855. Een origineel exemplaar wordt bewaard in het Historisch Museum van Apeldoorn.
In het bevolkingsregister van Apeldoorn staat bij Hendrik Beekman in de overlijdenskolom 25 juni 1855, doodstraf. In de overlijdensregisters in de burgerlijke stand is het gehele vonnis afgeschreven. Echter later weer doorgehaald, vanwege een fout van de toenmalige ambtenaar, en vervangen door een normale overlijdensakte.